# Lagarfljót
Lagarfljót nebo také Lögurinn je jezero v regionu Austurland na východě Islandu, které je s rozlohou 53 km² pátou největší vodní plochou na ostrově. Má výrazně protáhlý tvar a je hluboké maximálně 112 m. Je napájeno vodou z tajících ledovců a unášené sedimenty barví jeho vodu do hněda.
Z jezera vytéká stejnojmenná řeka, vlévající se do Norského moře. Na řece se nachází 118 m vysoký vodopád Hengifoss a vodní elektrárna Kárahnjúkar.
Jezero je známé díky legendě doložené již ve 14. století, podle níž zde žije vodní nestvůra zvaná Lagarfljótsormurinn (Lagarfljótský červ).